# Entgasung
Entgasung bezeichnet die gesteuerte Entfernung von Gasen und anderer flüchtiger Substanzen wie Lösemittel oder Feuchtigkeit aus Flüssigkeiten und Festkörpern. Sie geschieht meist als Verfahrensschritt in dafür vorgesehenen Entgasungseinrichtungen. Das selbständige Entweichen von Gasen wird dagegen in der Regel meist als Ausgasen bezeichnet. Soll Feuchtigkeit entfernt werden, spricht man von Trocknung.

## Gründe für die Entgasung

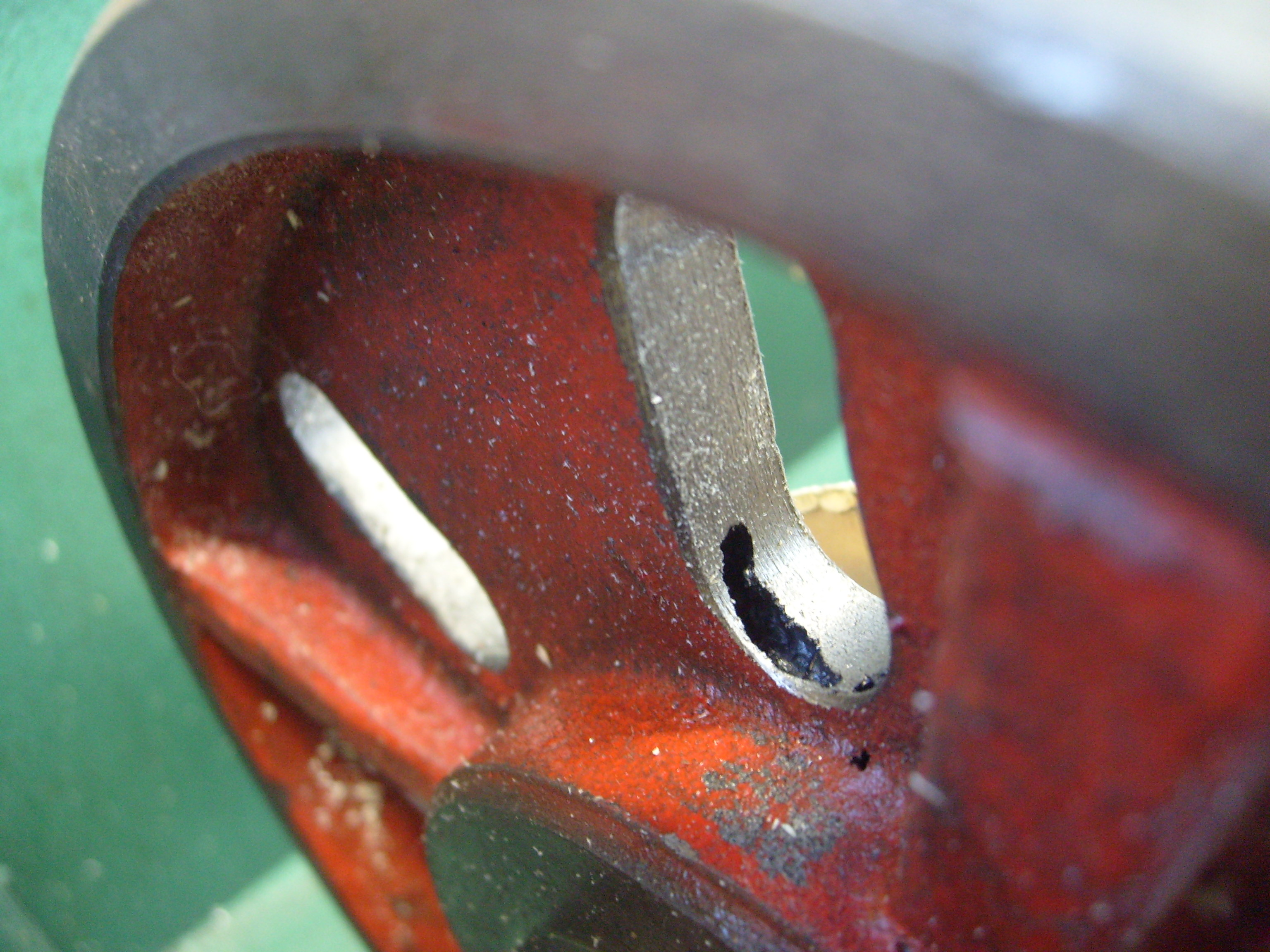
Fehlstelle durch Gaseinschluss in einem metallischen Werkstück („Blaslunker“)

In Gießharzen, Beton, Lacken, Metall- und Kunststoffschmelzen u. ä. können Luft und andere enthaltene Gase Blasen bilden, die dann als Hohlräume nach dem Aushärten bzw. Erstarren bestehen bleiben. Auch die Viskosität von Flüssigkeiten kann durch Blasen erhöht werden, was oftmals unerwünscht ist.
Oft soll durch Entgasung ein späteres Ausgasen geruchsintensiver oder gesundheitsschädlicher Stoffe vermieden oder es sollen nicht mehr benötigte Lösemittel entfernt werden.
Die Beseitigung gelöster oder als Bläschen eingeschlossener Substanzen verhindert daneben noch verschiedene andere negative Effekte wie:
- Wasserstoffversprödung von Stahl
- Verderb von Lebensmitteln durch Oxidation[5]
- Hydrolyse von Transformatorenöl durch Feuchtigkeit
- Korrosion von Dampfkesseln, Rohrleitungen in Heizkreisen etc. durch Sauerstoff und Kohlenstoffdioxid in der Flüssigkeit
- Versagen von Hydrauliksystemen durch erhöhte Kompressibilität (z. B. bei Kfz-Bremsen)

## Verfahren zur Entgasung

### Vakuumentgasung

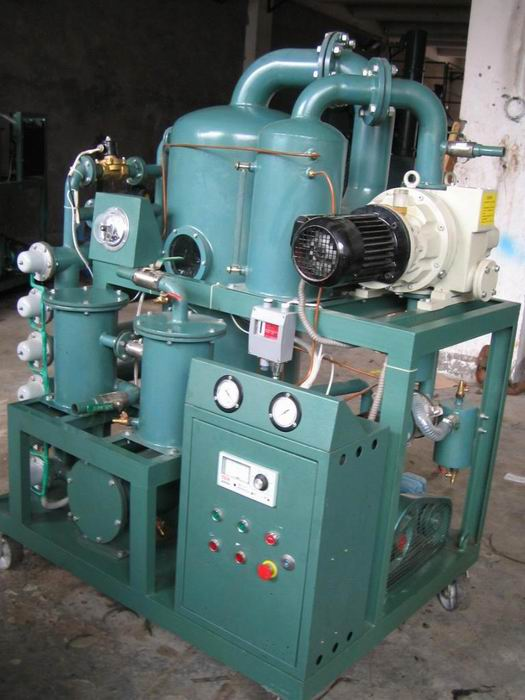
Mobile Vakuumanlage zur Aufbereitung von Transformatorenöl

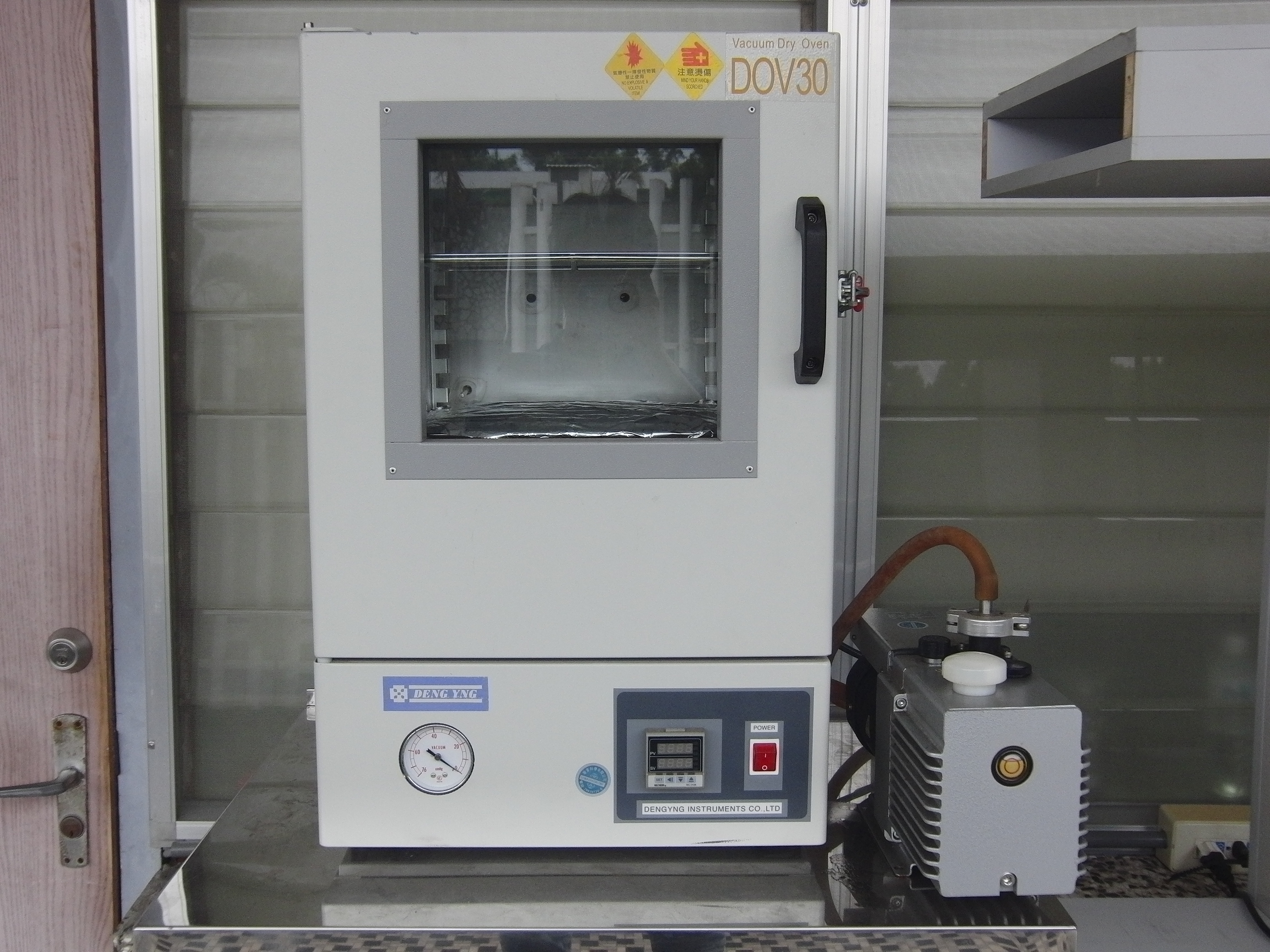
Vakuum-Laborofen zur Trocknung und Entgasung

Die verbreitetste Methode zur Entgasung besteht darin, den zu entgasenden Stoff einem Vakuum auszusetzen. Sie ähnelt vom Prinzip her der Vakuumtrocknung.
Nach dem Henry-Gesetz ist die Konzentration eines Gases in einer Flüssigkeit direkt proportional zum Partialdruck des entsprechenden Gases über der Flüssigkeit. Das Evakuieren auf wenige mbar bewirkt ein starkes Abfallen des Partialdruckes und damit auch der Gaskonzentration in der Flüssigkeit. Wegen der Temperaturabhängigkeit der Henry-Konstante kann durch Temperaturerhöhung bei gleichbleibendem Unterdruck die Entgasungsqualität weiter verbessert werden.
Auch in Form von Blasen eingeschlossene Gase (z. B. eingerührte Luft) werden durch das Vakuum entfernt. Nach dem Gesetz von Boyle-Mariotte gilt für den Druck {\displaystyle p} und das Volumen {\displaystyle V}
{\displaystyle p\cdot V={\text{const.}}}
Die Blasen blähen sich also bei Druckerniedrigung auf. Nach der Stokesschen Gleichung gilt für die Aufstiegsgeschwindigkeit {\displaystyle v} der Blasen der Zusammenhang
{\displaystyle v\sim {\frac {r^{2}}{\eta }}},
wobei {\displaystyle r} der Blasenradius und {\displaystyle {\eta }} die dynamische Viskosität der Flüssigkeit ist. Durch die Volumenvergrößerung steigen die Blasen also wesentlich schneller an die Oberfläche auf und platzen dort.
Auch wird deutlich, dass eine Viskositätserniedrigung, z. B. durch Erhöhen der Temperatur, die Entgasung beschleunigen kann.
Es erleichtert bzw. beschleunigt die Entgasung, wenn das Gas einen möglichst kurzen Weg zur Oberfläche der Flüssigkeit zurücklegen muss. Von Vorteil ist deshalb, wenn das Medium als dünne Schicht vorliegt (sog. Dünnschichtentgasung).
Verfahrenstechnisch z. B. in Vergussanlagen erfolgt die Entgasung von Fluiden häufig parallel zu einem Mischprozess in Vakuummischern. Diese enthalten oft konusartige Einbauten, über die das Material zur Dünnschichtentgasung fließt. Nach demselben Prinzip, allerdings mit kontinuierlichem Durchsatz, arbeiten Durchlaufentgaser.
Auch Anlagen zur Compoundierung thermoplastischer Kunststoffe, wie Doppelschneckenextruder, verfügen über evakuierte Entgasungszonen, um dort niedermolekulare Bestandteile wie Monomere, Oligomere, Lösungsmittel, Luft oder Reaktions- oder Zersetzungsprodukte aus der Polymerschmelze zu entfernen. Bei lösemittelhaltigen Kunststoffen besteht hier die Herausforderung in der großen Menge der entweichenden Gase.
Es existieren auch verschiedene Verfahren zur Vakuumentgasung von Stahlschmelzen in der Sekundärmetallurgie.
Bei Festkörpern laufen komplexere Vorgänge ab. Hier muss zwischen an der Oberfläche angelagerten (adsorbierten) Teilchen und ins Innere des Festkörpers aufgenommenen (absorbierten) oder dort eingeschlossenen (okkludierten) Teilchen unterschieden werden. Erstere können sich direkt von der Oberfläche ablösen (desorbieren), letztere müssen erst an die Oberfläche diffundieren und dann desorbieren, was wesentlich mehr Zeit beansprucht. Durch Temperaturerhöhung steigt die Geschwindigkeit der Gasabgabe exponentiell.
Verfahrenstechnisch erfolgt hier die Entgasung in beheizten Vakuumkammern oder -schränken.

### Entgasung mittels Ultraschall
Wird Ultraschall in eine Flüssigkeit eingeleitet, z. B. über eine Sonotrode, so baut sich in ihr ein hochfrequentes Wechseldruckfeld auf. Durch den periodisch entstehenden kurzzeitigen Unterdruck bilden sich Hohlräume aus. Dieser Effekt wird als Kavitation bezeichnet. Die Hohlräume entstehen vornehmlich an Gaseinschlüssen, die als sogenannte Kavitationskeime, also Schwachstellen in der Flüssigkeit, an denen diese zerreißt, wirken.
Das gelöste Gas diffundiert in die Kavitationsblasen hinein und verhindert, dass diese beim nachfolgenden Druckanstieg wieder vollständig implodieren: Die Blasen wachsen mit jedem Schwingungsvorgang.
Bilden sich stehende Wellen durch Reflexionen aus, so werden die Blasen zu deren Knoten gedrängt, wo sie sich vereinigen (Koaleszenz) und durch den Auftrieb schließlich an die Oberfläche wandern.
Auch Metallschmelzen lassen sich nach diesem Verfahren entgasen. Eine vollständige Entgasung kann aber nur in Verbindung mit anderen Verfahren erreicht werden.

### Thermische Entgasung
Wegen der Temperaturabhängigkeit der Henry-Konstante kann eine Entgasung auch allein durch Temperaturerhöhung erreicht werden wie beispielsweise an der Blasenbildung im Kochtopf vor Erreichen des eigentlichen Siedepunktes deutlich wird. Die thermische Entgasung wird insbesondere angewendet, um das Speisewasser von Dampfkesseln und anderer Heißwassersystem von den korrosionfördernden Gasen Sauerstoff und Kohlenstoffdioxid zu befreien.

### Sauerstoffbeseitigung durch chemische Bindung
Sauerstoff lässt sich durch chemische Bindung an geeignete Reduktionsmittel entfernen. In der Lebensmittelindustrie werden Sauerstoffabsorber in Verpackungen oder geeignete Enzyme direkt in die Lebensmittel zugegeben.

### Sauerstoffbeseitigung mit Inertgas
Lebensmittel können in einer Inertgasatmosphäre (meist Stickstoff) gelagert oder von ihr umspült werden, so dass vorhandene Gase wie Sauerstoff in diese Atmosphäre austreten. Es ist auch möglich, ein derartiges schwer lösliches Schleppmittel als feine Blasen durch Flüssigkeiten oder Schmelzen durchperlen zu lassen (Strippung).

### Zusatz von Entlüftungsadditiven

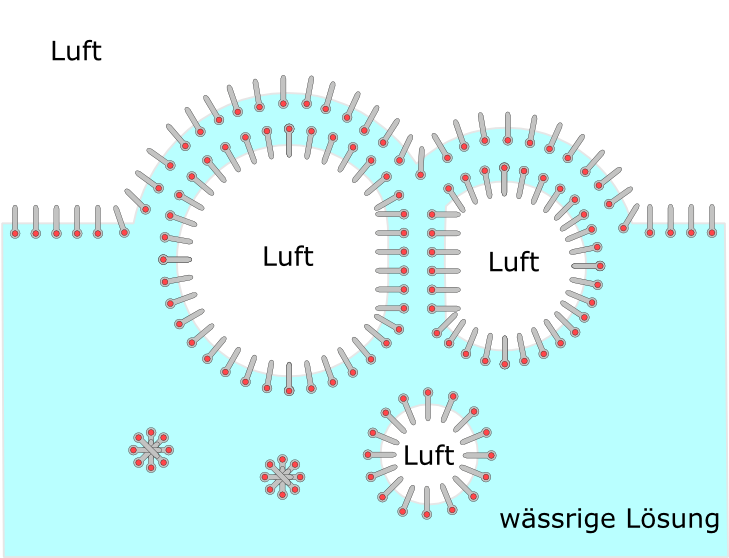
Stabilisierung von Blasen durch Tenside in wässriger Lösung. Die hydrophilen roten Enden stoßen sich ab.

Sogenannte Entlüftungsadditive sind Chemikalien, die das Verschmelzen mehrerer kleinerer Luftblasen zu einer großen und damit den Aufstieg an die Oberfläche begünstigen.
Luftblasen werden in Flüssigkeiten durch Tenside an der Grenzfläche Luft-Flüssigkeit stabilisiert, d. h. diese Tenside bewirken eine abstoßende Wirkung zwischen den Grenzflächen. Ein Entlüfter ist so beschaffen, dass er in der Flüssigkeit eher schlecht löslich ist, und sammelt sich deswegen an der Grenzfläche an und verdrängt die Tenside. Dadurch wird die abstoßende Wirkung aufgehoben und die Blasen können verschmelzen.
Entlüfter werden vor allem dort eingesetzt, wo eine technische Entgasung nicht mehr möglich ist, also z. B. um Luftbläschen aus Lacken oder Gießharzen nach der Applikation zu entfernen. Eine Entfernung gelöster Substanzen ist mit ihnen aber nicht möglich.
Die Entlüftung kann auch durch viskositätssenkende Additive verbessert werden. Entschäumer sollen dagegen nicht primär eine Entgasung bewirken, sondern das Platzen der Blasen an der Oberfläche, um Schaumbildung zu verhindern.